# Ideopsis ishma
Ideopsis ishma är en fjärilsart som beskrevs av Butler 1869. Ideopsis ishma ingår i släktet Ideopsis och familjen praktfjärilar. Inga underarter finns listade i Catalogue of Life.